# Fabrice Tarrin

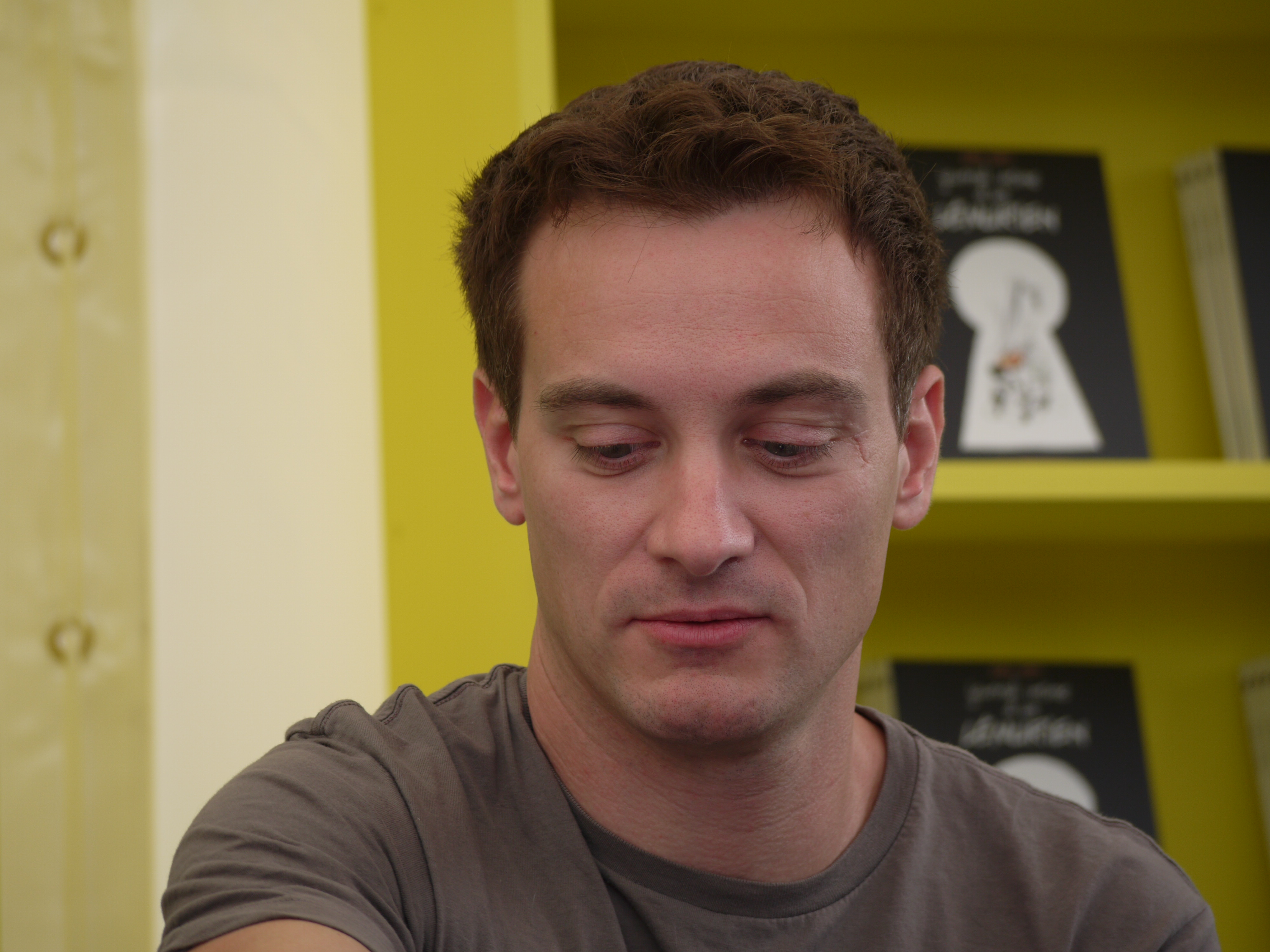
Fabrice Tarrin (2009)

Fabrice Tarrin (* 30. November 1971 in Neuilly-sur-Seine) ist ein französischer Comiczeichner und Comicautor.

## Biografie
Fabrice Tarrin besuchte die Pariser Kunsthochschule École Estienne, danach war er fünf Jahre lang Mitglied im Atelier Nawak (ab 1995 Atelier des Vosges). Dort lernte er unter anderem Lewis Trondheim und Joann Sfar kennen.
1991 wurden Arbeiten von ihm erstmals im Spirou-Magazin veröffentlicht, einzelne Zeichnungen und auch zwei Kurzgeschichten: Mademoiselle Peggy Sue und Cochon.
Im Jahr 1997 veröffentlichte Tarrin, zusammen mit Fred Neidhardt, sein erstes Album Les Aventures de Monsieur Tue-tout bei Soleil Productions.
Tronchet verpflichtete Tarrin als Zeichner für die ersten drei Bände der Comicserie Violine. Tarrin übernahm hier zwischen 2001 und 2006 neben den Zeichnungen auch das Schreiben der Dialoge, Tronchet betätigte sich als Szenarist. In Deutschland wurde die Serie unter dem Titel Violetta zunächst von Carlsen Comics, ab dem dritten Band von Finix Comics veröffentlicht.
Ab 2005 arbeitete Tarrin zusammen mit Texter Yann an einem eigenen Spirou-Album mit dem Titel Le Tombeau des Champignac (deutsch: Die Gruft derer von Rummelsdorf), das im September 2007 veröffentlicht wurde. Fabrice Tarrin sieht es in der Tradition der klassischen Franquin-Alben.
2019 erschien der von Tarrin illustrierte Asterix-Band Asterix und das Geheimnis des Zaubertranks.

## Werke (Auswahl)
- 1997: Monsieur Tue-Tout
- 2001–2006: Violetta (Violine)
- 2005–2009: Nestor et Polux!
- 2007: Spirou und Fantasio: Die Gruft derer von Rummelsdorf (Le Tombeau des Champignac)
- 2008: Journal intime d’un lémurien
- 2010: Charlotte Gainsbourg mon amour
- 2010–2011: Maki
- 2012: Le Parcours d’un puceau
- 2012: Sexe, Amour et déconfiture
- 2019: Asterix und das Geheimnis des Zaubertranks